# Eugène Ekoulé
Eugène Ekoulé – kameruński piłkarz grający na pozycji napastnika. W swojej karierze grał w reprezentacji Kamerunu.

## Kariera klubowa
W swojej karierze piłkarskiej Ekoulé grał w klubie Union Duala.

## Kariera reprezentacyjna
W 1982 roku Ekoulé był powołany do reprezentacji Kamerunu na Puchar Narodów Afryki 1982. Zagrał na nim w dwóch meczach grupowych z Ghaną (0:0) i z Libią (0:0).